# Tractat del Trianon
El Tractat del Trianon, signat el 4 de juny de 1920, és la conclusió de l'assemblea celebrada al palau del Grand Trianon del castell de Versalles (França), per tal d'establir l'status d'Hongria després de la seva derrota a la I Guerra Mundial. Hi prengueren part, a més del país interessat, les potències vencedores (el Regne Unit, França, Itàlia, Estats Units i el Japó) i llurs associats (el Regne dels Serbis, Croats i Eslovens -la futura Iugoslàvia-, Romania i Txecoslovàquia).
El tractat en realitat fou una seqüela del de Versalles (28 de juny de 1919), que s'ocupà de l'Imperi Alemany, i més immediatament del de Saint-Germain-en-Laye (10 de setembre d'aquell mateix any), que havia fixat les condicions de pau per a Àustria. Hongria havia abandonat l'Imperi Austrohongarès el 16 de novembre de 1918, per la qual cosa els aliats li donaren un tractament específic.
Hongria ja havia perdut gran part dels seus territoris a conseqüència de l'avançada dels fronts aliats el moment de l'armistici (novembre-desembre de 1918), però encara restà molt més mutilada arran del Tractat del Trianon. En total va perdre:

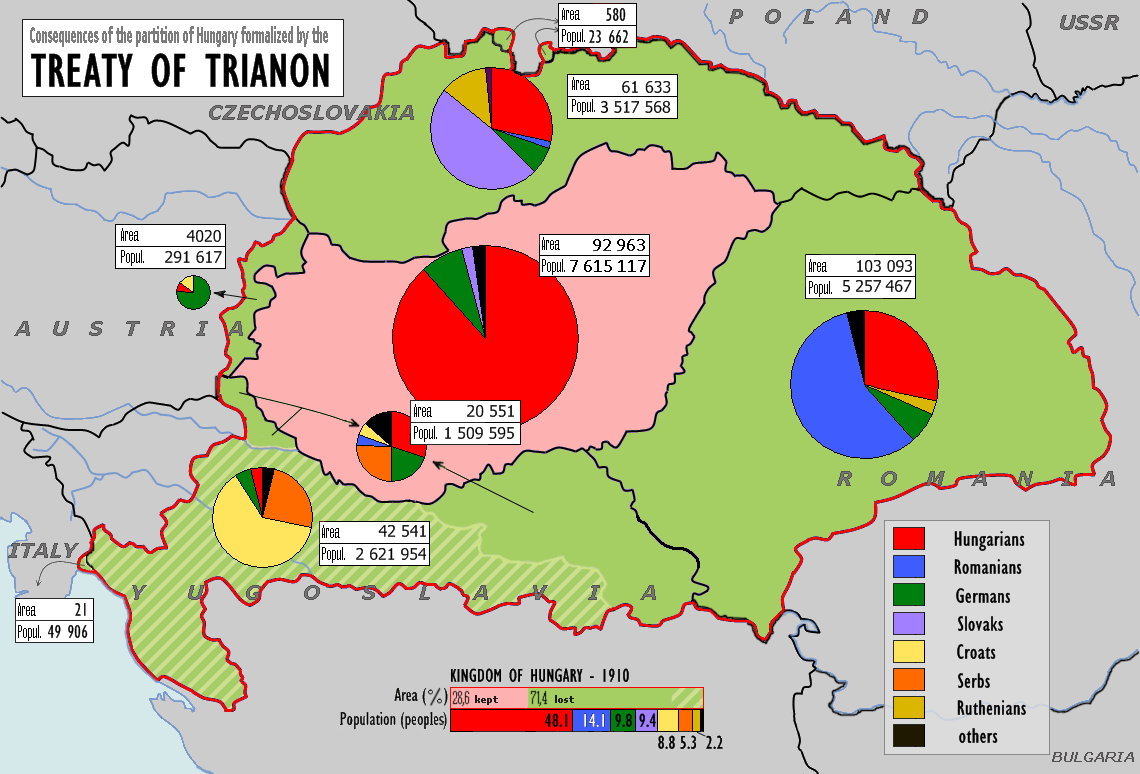
Hongria 1920

- Transsilvània, atorgada a Romania, encara que els seus habitants fossin, més o menys en la mateixa proporció, alemanys (10,7%), hongaresos (31,6%) i romanesos (53,8%).
- Croàcia, Voivodina i Bòsnia i Hercegovina, que passà al Regne dels Serbis, Croats i Eslovens. Això comportà que Hongria perdés tota sortida al mar.[3] Se li sostragué la important ciutat portuària de Rijeka (aleshores Fiume), la població de la qual era majoritàriament italiana a conseqüència de l'antiquíssima presència veneciana en la zona.
- Rutènia i Eslovàquia, que passaren a formar part de la neonata Txecoslovàquia, tret d'algunes comarques que foren atorgades a Polònia perquè els seus habitants eren d'aquesta nació.[4]
- Burgenland, de població majoritàriament alemanya, que fou cedida a Àustria sense que ningú ho hagués demanat.[5]

El Tractat també preveia la celebració d'un referèndum a la ciutat d'Ödenburg, enclavament del Burgenland, ara territori austríac. La consulta se celebrà el 1921 i d'acord amb el resultat la ciutat decidí d'integrar-se a Hongria amb el nom de Sopron, per bé que conservant la cooficialitat de l'alemany i de l'hongarès.
Els aliats havien proclamat una vegada i una altra el "dret dels pobles a disposar d'ells mateixos" com a axioma per a desmembrar un país de 325.411 km² en el qual coexistien 21,5 milions d'habitants amb catorze llengües oficials. En tot aquest vast territori, els hongaresos superaven de poc els 10 milions. El criteri de separació, tanmateix, acabà sent només territorial, amb total menyspreu de les poblacions i de llur respectiva nació: Hongria va quedar reduïda a 92.962 km² (menys d'una tercera part), i a més a més uns 3,5 milions d'hongaresos que vivien als territoris segregats van ser obligats a prendre una altra nacionalitat.

## Rerefons

### Primera Guerra Mundial i armistici austrohongarès
El 28 de juny de 1914, l'hereu al tron d'Àustria-Hongria, l'arxiduc Francesc Ferran d'Àustria, va ser assassinat per un nacionalista serbi. Això va provocar una ràpida escalada de la crisi de juliol que va provocar que Àustria-Hongria declarés la guerra a Sèrbia, seguida ràpidament per l'entrada de la majoria de potències europees a la Primera Guerra Mundial. S'enfrontaven dues aliances, les Potències Centrals (encapçalades per Alemanya) i la Triple Entesa (dirigida per Gran Bretanya, França i Rússia). El 1918 Alemanya va intentar aclaparar els aliats al front occidental però va fracassar. En canvi, els aliats van iniciar una contraofensiva reeixida i van forçar l'armistici de l'11 de novembre de 1918 que s'assemblava a una rendició de les potències centrals.
El 6 d'abril de 1917, els Estats Units van entrar en guerra contra Alemanya i el desembre de 1917 contra Àustria-Hongria. L'objectiu de la guerra nord-americana era acabar amb el militarisme agressiu, com l'exhibit per Berlín i Viena. Els Estats Units mai es van unir formalment als Aliats. El president Woodrow Wilson va actuar com una força independent, i els seus catorze punts van ser acceptats per Alemanya com a base per a l'armistici de novembre de 1918. Esbossava una política de lliure comerç, acords oberts i democràcia. Tot i que no s'utilitzava el terme, es va assumir l'autodeterminació. Va demanar un final negociat de la guerra, el desarmament internacional, la retirada de les potències centrals dels territoris ocupats, la creació d'un estat polonès, el redisseny de les fronteres d'Europa segons línies ètniques i la formació d'una Societat de Nacions per garantir la independència política i integritat territorial de tots els estats. Va demanar una pau justa i democràtica sense compromisos per l'annexió territorial. El punt deu va anunciar el "desig" de Wilson de donar autonomia als pobles d'Àustria-Hongria, un punt que Viena va rebutjar
El Parlament hongarès, encapçalat pel primer ministre Sándor Wekerle, va acceptar la proposta de discutir la pau sobre la base dels catorze punts de Wilson. Al mateix temps, va declarar que el problema de les nacions no hongareses a Hongria era una qüestió interna de l'estat. Wekerle es va negar a admetre públicament que la guerra estava perduda. En resposta a això, el comte Mihály Károlyi va dir que "Hem perdut la guerra. Ara el més important és no perdre la pau" i va demanar una Hongria democràtica per concloure la pau més avantatjosa amb l'Entente. El comte István Tisza va respondre que encara que Károlyi tenia raó en dir que la guerra s'havia perdut, Hongria no necessitava més democratització durant la guerra. L'única tasca important era preservar la integritat territorial d'Hongria, que Tisza afirmava que no anava en contra dels punts de Wilson. (Tisza era amargament impopular entre els votants ètnics hongaresos i, per tant, el seu partit Partit Nacional del Treball va obtenir la majoria dels seus vots de les minories ètniques durant les eleccions parlamentàries.) Els grups ètnics no hongaresos d'Hongria només rebrien una petita concessió. L'únic membre eslovac del parlament, Ferdinand Juriga, va obrir el seu discurs negant el dret del parlament hongarès a parlar o actuar en nom dels eslovacs, va declarar que només el Consell Nacional Eslovac tenia dret a representar els eslovacs a la conferència de pau i exigir el dret a l'autodeterminació per a totes les nacions d'Hongria. El parlament hongarès va esclatar d'ira, cridant "On és aquest consell!? On és la nació eslovaca!? A quin comtat viu!? Qui és realment aquest!? Deixeu que parli!!"
El 18 d'octubre Woodrow Wilson va respondre a l'oferta de pau de la monarquia austrohongaresa, enterrant l'esperança que la federalització preservaria la seva integritat territorial. Wilson va subratllar que des dels seus Catorze Punts el 8 de gener la situació ha canviat, que els Estats Units havien reconegut el Consell Nacional Txecoslovac a París com un govern de facto i que "les nacions oprimides d'Àustria-Hongria avaluaran elles mateixes què satisfà les seves aspiracions i els seus drets". En el seu darrer discurs polític davant el parlament hongarès, Tisza es va queixar amargament de com les potències de l'Entente "negociaven amb els enemics interns de l'estat", la qual cosa significava que ara es veiés obligat a entaular converses amb "la fantasmagòria d'un estat txecoslovac". Wekerle va respondre que negociaran amb ells "només si primer renuncien a la idea de convertir Hongria en Suïssa oriental" . Wekerle va prometre al parlament que li dirà a Wilson que "no sabem de cap unió txecoslovaca, només d'una unió txeca". El govern hongarès va acceptar iniciar negociacions amb les nacionalitats, prometre'ls algunes concessions menors i si aquestes no s'acceptaven, celebrarien un plebiscit i s'assegurarien que la seva resolució fos favorable als hongaresos i a la integritat d'Hongria. Informarien el president Wilson dels resultats i es complirien les condicions per a la pau. Només una minoria de polítics hongaresos, encapçalats per Mihály Károlyi, van buscar la preservació en la democratització del regne semifeudal, que encara mancava de sufragi universal.
Alemanya, el principal aliat d'Àustria-Hongria a la Primera Guerra Mundial, va patir nombroses pèrdues durant l'Ofensiva dels Cent Dies entre agost i novembre de 1918 i va estar en negociació d'armistici amb les potències aliades des de principis d'octubre de 1918. Entre el 15 i el 29 de setembre de 1918, Franchet d'Espèrey, al comandament d'un petit exèrcit de grecs (9 divisions), francesos (6 divisions), serbis (6 divisions), britànics (4 divisions) i italians (1 divisió), va organitzar una ofensiva reeixida a Vardar, Macedònia que va acabar traient Bulgària de la guerra. Aquell col·lapse del Front Sud (italià) va ser un dels diversos desenvolupaments que van desencadenar efectivament l'armistici de novembre de 1918. A finals d'octubre de 1918, l'exèrcit austrohongarès estava tan cansat que els seus comandants es van veure obligats a buscar un alto el foc. Es van proclamar Txecoslovàquia i l'Estat dels eslovens, croats i serbis, i les tropes van començar a desertar, a desobeir les ordres i a retirar-se. Moltes tropes txecoslovaques, de fet, van començar a treballar per a la causa aliada, i el setembre de 1918 es van formar cinc regiments txecoslovacs a l'exèrcit italià. El llançament d'una ofensiva de 51 divisions de l'Entente al llarg de tot el front italià el 24 d'octubre de 1918 va provocar la destrucció de l'exèrcit austrohongarès. Les tropes d'Àustria-Hongria van començar una retirada caòtica durant la batalla de Vittorio Veneto, i Àustria-Hongria va començar a negociar una treva el 28 d'octubre, que van signar a Pàdua el 3 de novembre de 1918.
El Parlament hongarès es va dissoldre el 23 d'octubre després d'assabentar-se d'una revolució a Rijeka, Croàcia, on el 79è regiment d'infanteria es va rebel·lar i va ocupar la ciutat. Tement l'extensió de la revolució de Croàcia a Hongria, el primer ministre Wekerle va dimitir sota pressió.

### La Revolució Aster i la Primera República Hongaresa
Durant la guerra, el comte Mihály Károlyi va dirigir una petita però molt activa facció pacifista contra la guerra al parlament hongarès. Fins i tot va organitzar contactes encoberts amb diplomàtics britànics i francesos a Suïssa. El 25 d'octubre de 1918 Károlyi havia format el Consell Nacional Hongarès. La monarquia austrohongaresa es va esfondrar políticament i es va desintegrar com a conseqüència d'una derrota al front italià. El 31 d'octubre de 1918, enmig de les negociacions de l'armistici, va esclatar la Revolució Aster i Carles IV, rei d'Hongria, va nomenar primer ministre el liberal Károlyi. L'enfonsament de l'exèrcit austrohongarès al front italià també va afectar les unitats posteriors a Hongria. A principis de novembre de 1918, l'estat en col·lapse estava experimentant "pertorbacions" o "saquejos". L'1 de novembre, el nou govern hongarès del pacifista i pro-Entente Mihály Károlyi va decidir retirar totes les tropes, que estaven reclutes del territori del Regne d'Hongria, la qual cosa va suposar un gran cop per als exèrcits dels Habsburg.El nou govern de Károlyi va insistir a preservar les fronteres històriques d'Hongria, però no estava en condicions de complir amb les demandes urgents d'intervenció forçada, exigides pels comandants militars. Károlyi pretenia concloure un armistici de manera independent en nom d'Hongria, sense tenir en compte els seus aliats alemanys i austríacs. Amb això, juntament amb les seves opinions pacifistes, va intentar allunyar Hongria dels principals responsables de la guerra i convèncer l'Entente victoriosa que el seu govern ja representava un país democràtic i, per tant, no havia de ser castigat per les accions bèl·liques dels governs precedents, com considerà l'historiador eslovac Marián Hronský.

### Autodesarmament unilateral de l'exèrcit hongarès
Károlyi va cedir a la demanda de pacifisme del president Wilson ordenant l'autodesarmament unilateral de l'exèrcit hongarès. L'exèrcit reial hongarès d'Honvéd encara tenia més de 1.400.000 soldats quan Károlyi va ser anunciat com a primer ministre.
Això va passar sota la direcció del ministre de Guerra Béla Linder el 2 de novembre de 1918 A petició del govern austrohongarès, els Aliats van concedir un armistici a Àustria-Hongria el 3 de novembre de 1918.
El desarmament del seu exèrcit va significar que Hongria es mantindria sense defensa nacional en un moment de particular vulnerabilitat. L'autodesarmament unilateral va fer que l'ocupació d'Hongria fos directament possible per als exèrcits relativament petits de Romania, l'exèrcit franco-serbi i les forces armades de la recentment establerta Txecoslovàquia. Després de l'autodesarmament, els líders polítics txecs, serbis i romanesos van optar per atacar Hongria en comptes de celebrar plebiscits democràtics sobre les àrees en disputa.

### Reaccions internacionals al desarmament hongarès
Els esdeveniments militars i polítics van canviar ràpidament i dràsticament després del desarmament unilateral hongarès:
- El 5 de novembre de 1918, l'exèrcit serbi, amb l'ajuda de l'exèrcit francès, va travessar les fronteres del sud.
- El 7 de novembre, el primer ministre hongarès Mihály Károlyi es reuní amb el general Louis Franchet d'Espèrey a Belgrad. d'Espèrey va informar sense embuts a Károlyi que el govern hongarès "Només representa el poble magiar, i no les altres nacions d'Hongria" . Quan el bàndol hongarès va declarar l'acceptació d'un "Estat Txec i Iugoslau independents", el general francès va respondre « Diguem-ho txecoslovac" .[42]
- El 8 de novembre, l'exèrcit txecoslovac va creuar les fronteres del nord.
- El 10 de novembre l'exèrcit d'Espérey va travessar el riu Danubi i estava a punt d'entrar al cor hongarès.
- L'11 de novembre Alemanya va signar un armistici amb els Aliats, en virtut del qual havien de retirar immediatament totes les tropes alemanyes a Romania i a l'Imperi Otomà, l'Imperi Austrohongarès i l'Imperi Rus de nou al territori alemany i els Aliats per tenir accés a aquests països.[43]
- El 13 de novembre, l'exèrcit romanès va creuar les fronteres orientals del Regne d'Hongria.

Károlyi va nomenar el liberal progressista i pacifista Oszkár Jászi com a ministre sense cartera per a qüestions de nacionalitat. Jászi volia indicar que la vella política hongaresa cap a les nacions i nacionalitats no hongareses s'havia acabat i havia de començar un nou curs democràtic. Segons Jászi, l'objectiu principal de la seva política de nacionalitat era "defensar el principi del plebiscit, i així, sempre que fos possible, fer les condicions més favorables per a Hongria". L'objectiu final era la creació d'un sistema estatal confederal, anomenat Confederació del Danubi , que preservaria la integritat territorial del Regne d'Hongria. Jászi va oferir immediatament referèndums democràtics sobre les fronteres en disputa per a les minories; tanmateix, els líders polítics d'aquelles minories van rebutjar la idea mateixa de referèndums democràtics sobre territoris en disputa a la conferència de pau de París. això, el govern hongarès encara posseïa forces prou fortes com per resistir les tropes de l'Entente invasiva, i el 13 de novembre va declarar la mobilització dels cinc grups més joves (1896–1900).. Això va ser presagiat per la proclamació de Károlyi, en la qual va declarar l'entrada de les tropes txecoslovaques com una "invasió i ocupació txeques".
L'estat txecoslovac va ser reconegut pels aliats, i els aliats van reconèixer l'exèrcit txecoslovac com a aliat. L'estat txecoslovac té dret a ocupar el territori d'Eslovàquia, ja perquè l'estat txecoslovac com a participant aliat en la guerra, està participant en l'armistici, en el qual es va incloure l'antiga monarquia austrohongaresa. Com a conseqüència d'això, estic autoritzat a demanar al govern hongarès que retiri el seu exèrcit del territori d'Eslovàquia sense demora... - Comandant Suprem del Mariscal dels Exèrcits Aliats Ferdinand Foch, 3 de desembre de 1918
L'armistici del 3 de novembre es va completar pel que fa a Hongria el 13 de novembre, quan Károlyi va signar l'armistici de Belgrad amb les nacions aliades, per tal que es pogués concloure un Tractat de Pau. Els termes de l'armistici eren durs i sense compromís. El govern hongarès va haver de retirar les seves tropes darrere d'una línia profunda a Hongria. L'exèrcit es va haver de desarmar, llevat de les seves sis divisions d'infanteria i dues de cavalleria. Es van fer línies de demarcació que definien el territori per romandre sota control hongarès. Les línies s'aplicarien fins que es poguessin establir les fronteres definitives. L'Entente va poder ocupar llocs estratègicament importants i les seves forces van poder circular lliurement dins d'Hongria. Segons els termes de l'armistici, les tropes sèrbies i franceses van avançar des del sud, prenent el control del Banat i Croàcia. Les forces romaneses van poder avançar cap al riu Mureș. Tanmateix, el 14 de novembre, Sèrbia va ocupar Pécs. El general Franchet d'Espèrey va seguir la victòria envasant gran part dels Balcans, i al final de la guerra les seves tropes havien penetrat bé a Hongria. A mitjans de novembre de 1918, les tropes txecoslovaques van avançar cap a les parts del nord del regne en col·lapse (és a dir, la futura Eslovàquia), però el 14 de novembre Károlyi va ordenar a les forces hongareses que rebutgessin la "invasió txeca". Després de la retirada del rei Carles IV del govern el 16 de novembre de 1918, Károlyi va proclamar la Primera República Hongaresa, amb ell mateix com a president provisional de la república. El 6 de desembre, arran d'una nota del 3 de desembre enviada a Budapest pel mariscal francès Ferdinand Foch, el govern hongarès va acceptar retirar-se darrere dels límits temporals traçats per Milan Hodža, que encapçalava una delegació del Consell Nacional Eslovac a Budapest. Hodža va estipular que la línia que va traçar "seria vàlida només fins que arribin noves instruccions sobre la línia de demarcació de París". El 24 de desembre de 1918, el ministre francès d'Afers Exteriors Stephen Pichon va informar a Budapest d'una nova línia de demarcació, i el govern hongarès va acordar estendre la zona d'ocupació txecoslovaca a Pozsony (Bratislava), Komárom (Komárno), Kassa (Košice) i Ungvár (Užhhorod). A finals de gener de 1919, les tropes txecoslovaques van avançar cap a aquestes zones. L'aprovació de Budapest per a l'avenç txecoslovac es va explicar en gran manera pel desig hongarès de reobrir el comerç amb les terres txeques i d'obtenir el carbó crucialment necessari enmig d'una crisi energètica. Com a resultat, el 4 de febrer de 1919, el ministeri txecoslovac va traslladar la seva seu de Zsolna a la recentment rebatejada Bratislava (abans Pozsony). Durant el govern del gabinet pacifista de Károlyi, Hongria va perdre ràpidament el control sobre aproximadament el 75% dels seus antics territoris anteriors a la Primera Guerra Mundial (325.411 km² ) sense lluitar i va estar subjecte a l'ocupació estrangera.

### Caiguda de la Primera República Hongaresa liberal i cop d'estat comunista
El govern de Károlyi no va poder gestionar tant els problemes domèstics com els militars i va perdre el suport popular. El 20 de març de 1919, Béla Kun, que havia estat empresonat a la presó del carrer Markó, va ser posat en llibertat. El 21 de març, va liderar un cop d'estat comunista amb èxit ; Károlyi va ser deposat i arrestat. Kun va formar un govern de coalició socialdemòcrata i comunista i va proclamar la República Soviètica Hongaresa. Dies després els comunistes van depurar els socialdemòcrates del govern. La República Soviètica Hongaresa era un petit estat comunista. Quan es va establir la República de Consells a Hongria, només controlava aproximadament el 23% del territori històric d'Hongria. Després de la presa de poder comunista, els aliats van enviar una nova missió diplomàtica a Budapest, dirigida pel general Jan Smuts. Durant aquestes converses amb Smuts, Kun va insistir que el seu govern acataria l'alto el foc de Belgrad i reconeixeria el dret a l'autodeterminació dels diferents grups ètnics que viuen a Hongria. A canvi, Kun va instar a posar fi al bloqueig comercial aliat, especialment per part dels txecs, i a permetre que s'importés combustible i aliments a Hongria.
Els comunistes van romandre amargament impopulars al camp hongarès, on l'autoritat d'aquest govern sovint era inexistent. En lloc de dividir els grans latifundis entre els camperols, que podrien haver obtingut el seu suport per al govern, però haurien creat una classe de petits agricultors, el govern comunista va proclamar la nacionalització de les finques. Però al no tenir gent qualificada per gestionar les finques, els comunistes no van tenir més remei que deixar els administradors de finques existents al seu lloc. Aquests, tot i acceptar formalment els seus nous caps de govern, a la pràctica van mantenir la seva lleialtat als propietaris aristocràtics destituïts. Els camperols consideraven que la revolució no tenia cap efecte real en les seves vides i, per tant, no tenien cap motiu per donar-hi suport. El partit comunista i les polítiques comunistes només van tenir un veritable suport popular entre les masses proletàries dels grans centres industrials —sobretot a Budapest— on la classe obrera representava una alta proporció dels habitants. El govern comunista va seguir el model soviètic: el partit va establir els seus grups terroristes (com els infames Nois de Lenin) per "superar els obstacles" al camp hongarès. Això va ser conegut més tard com el terror roig a Hongria.
A finals de maig, després que el representant militar de l'Entente demanés més concessions territorials a Hongria, Kun va intentar "complir" la seva promesa d'adherir-se a les fronteres històriques d'Hongria. Els homes de l'Exèrcit Roig Hongarès van ser reclutats principalment entre els voluntaris del proletariat de Budapest El 20 de maig de 1919, una força al comandament del coronel Aurél Stromfeld va atacar i va derrotar les tropes txecoslovaques des de Miskolc. L'exèrcit romanès va atacar el flanc hongarès amb tropes de la 16a divisió d'infanteria i la segona divisió de Vânători, amb l'objectiu de mantenir el contacte amb l'exèrcit txecoslovac. Les tropes hongareses van imposar-se, i l'exèrcit romanès es va retirar al seu cap de pont a Tokaj. Allà, entre el 25 i el 30 de maig, les forces romaneses van ser obligades a defensar la seva posició davant els atacs hongaresos. El 3 de juny, Romania es va veure obligada a retirar-se encara més, però va estendre la seva línia de defensa al llarg del riu Tisza i va reforçar la seva posició amb la 8a Divisió, que havia estat avançant des de Bucovina des del 22 de maig. Aleshores Hongria controlava el territori gairebé fins a les seves antigues fronteres; va recuperar el control de les àrees industrials al voltant de Miskolc, Salgótarján, Selmecbánya i Kassa.
Al juny, l'Exèrcit Roig hongarès va envair la part oriental de l'anomenada Alta Hongria, ara reclamada pel nou estat txecoslovac. L'Exèrcit Roig Hongarès va aconseguir un cert èxit militar al principi: sota el lideratge del coronel Aurél Stromfeld, va expulsar les tropes txecoslovaques del nord i va planejar marxar contra l'exèrcit romanès a l'est. Kun va ordenar la preparació d'una ofensiva contra Txecoslovàquia, que augmentaria el seu suport intern en complir la seva promesa de restaurar les fronteres d'Hongria. L'Exèrcit Roig Hongarès va reclutar homes d'entre 19 i 25 anys. Els treballadors industrials de Budapest es van oferir voluntaris. Molts antics oficials austrohongaresos es van tornar a allistar per raons patriòtiques. L'Exèrcit Roig Hongarès va traslladar la seva 1a i 5a divisions d'artilleria —40 batallons— a l'Alta Hongria.
Malgrat les promeses per a la restauració de les antigues fronteres d'Hongria, els comunistes van declarar l'establiment de la República Soviètica Eslovaca a Prešov (Eperjes) el 16 de juny de 1919. Després de la proclamació de la República Soviètica Eslovaca, els nacionalistes i patriotes hongaresos aviat es va adonar que el nou govern comunista no tenia cap intenció de recuperar els territoris perduts, només per difondre la ideologia comunista i establir altres estats comunistes a Europa, sacrificant així els interessos nacionals hongaresos. Els patriotes hongaresos i els oficials militars professionals de l'Exèrcit Roig van veure l'establiment de la República Soviètica Eslovaca com una traïció, i el seu suport al govern va començar a erosionar-se. Malgrat una sèrie de victòries militars contra l'exèrcit txecoslovac, l'Exèrcit Roig Hongarès va començar a desintegrar-se a causa de la tensió entre nacionalistes i comunistes durant l'establiment de la República Soviètica Eslovaca. La concessió va erosionar el suport del govern comunista entre els oficials militars professionals i els nacionalistes de l'Exèrcit Roig Hongarès; fins i tot el cap de l'estat major Aurél Stromfeld, va renunciar al seu càrrec en protesta.
Quan els francesos van prometre al govern hongarès que les forces romaneses es retirarien del Tiszántúl, Kun va retirar de Txecoslovàquia les unitats militars restants que s'havien mantingut lleials després del fiasco polític amb la República Soviètica Eslovaca. Kun llavors va intentar, sense èxit, convertir les unitats restants del desmoralitzat Exèrcit Roig hongarès cap als romanesos.

### Preparació del tractat i conferència a Trianon a París

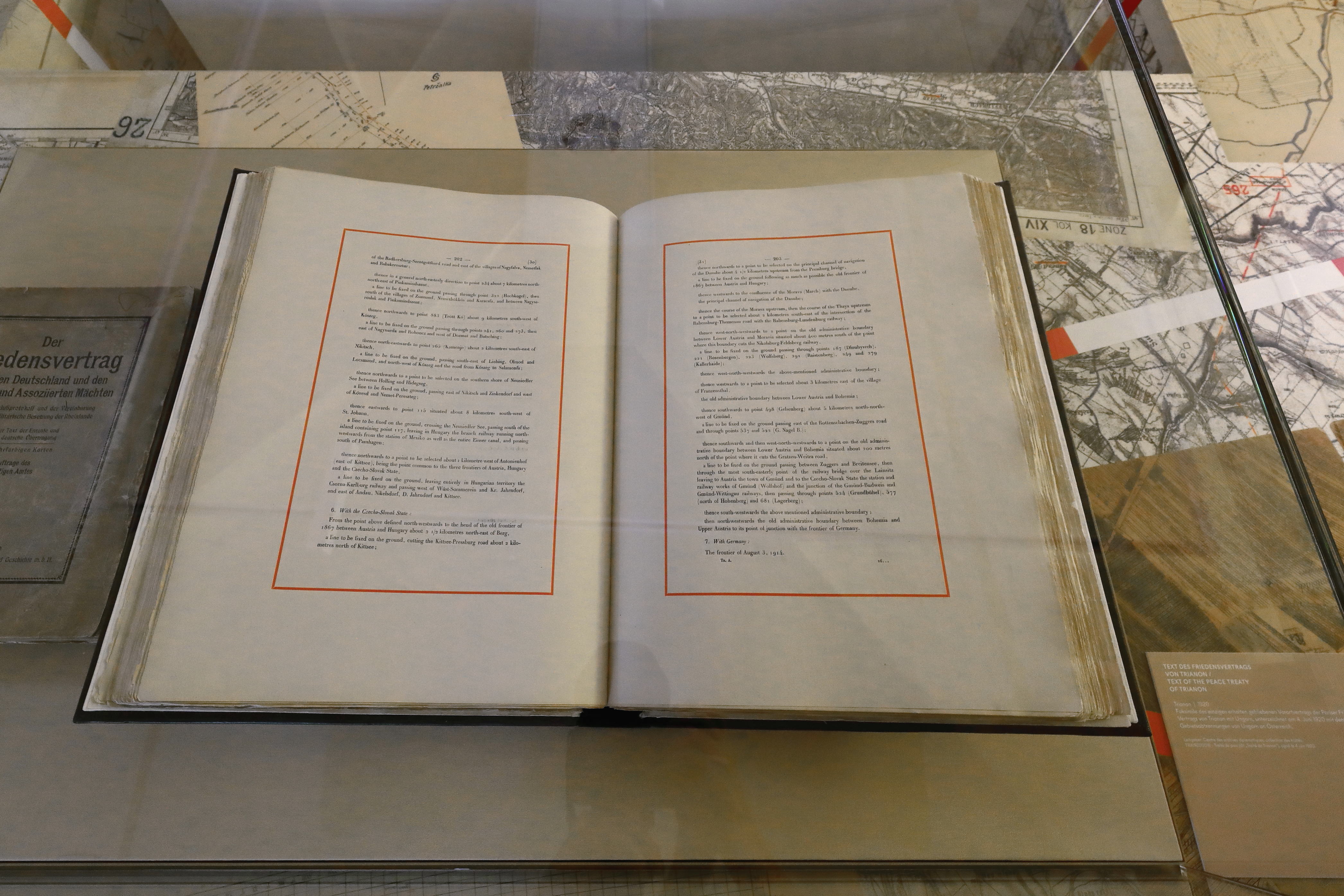
Tractat de Trianon

Després de la caiguda del règim comunista de Béla Kun, la inestabilitat de l'estat hongarès va retardar l'enviament d'una delegació hongaresa a la conferència de pau a París. El 16 de novembre de 1919, l'almirall Miklós Horthy va entrar a Budapest, assumint la direcció del país durant molt de temps i posant així fi al període de governs hongaresos inestables. El desembre de 1919, el text de la proposta de tractat de pau amb Hongria es va preparar completament a París. Posteriorment, el govern de Károly Huszár, que va rebre el reconeixement internacional de l'Entente, va ser convidat a participar en la Conferència de Pau de París el 2 de desembre. El notable polític i diplomàtic anterior a la Primera Guerra Mundial, el comte Albert Apponyi va ser designat per dirigir la delegació hongaresa a la Conferència de Pau de París per representar els interessos hongaresos. Paral·lelament, Horthy va encarregar al comte Pál Teleki la recollida i la preparació de tot el material necessari per a la conferència de pau. No obstant això, va ser Apponyi qui va assumir el lideratge conceptual de totes les obres relacionades amb la conversa de pau. El president txecoslovac Tomáš Masaryk, sabent que la delegació hongaresa a París seria finalment encapçalada per Apponyi, va proposar compilar estadístiques sobre l'educació hongaresa, on es subratllaria que era precisament Apponyi, qui en el seu paper de ministre d'Educació, va suprimir l'educació de les minories en les seves llengües natives. La delegació txecoslovaca estaria encapçalada per l'ambaixador eslovac Štefan Osuský, a qui se li va encarregar el seguiment i l'estudi de les contrapropostes hongareses.
El resultat del treball comú d'Apponyi i Teleki van ser les anomenades Memòries : una gran quantitat de material escrit que contenia 346 memòries complementades amb 4000 pàgines de gran format d'oficina amb 100 mapes i molts altres suplements estadístics i gràfics. Les còpies del conjunt bàsic de Memòries es van enviar a París el gener de 1920, i es van afegir més suplements, notes de protesta i demandes en els mesos següents. La Memòria pretenia presentar una vida harmoniosa de les nacions i nacionalitats dins del Regne d'Hongria alhora que negà la seva opressió, marginació i assimilació sistemàtica. Però la seva mida massiva també es va convertir en la seva major debilitat, ja que va facilitar a la comissió de pau de París assenyalar qualsevol contradicció. També es va assenyalar que les afirmacions d'Apponyi sobre la qüestió de l'educació eren contradictòries amb el que va afirmar i amb el que va aprovar mentre ocupava el càrrec com a ministre d'Educació (1906-1910), que el bàndol txecoslovac va aprofitar amb gran efecte. La manca d'unitat i contradiccions de les Memòries hongareses va ser perquè no van aconseguir de manera coherent un sol fet. En canvi, van argumentar a favor de quatre posicions diferents:
- La total integritat i indivisibilitat de l'històric Regne d'Hongria, sense plebiscit
- Un plebiscit sobre els territoris separats d'Hongria
- Ajustaments de les fronteres a favor d'Hongria sense plebiscit
- Concessions culturals, econòmiques, de transport i eclesiàstiques als territoris separats

Els representants hongaresos van culpar de la Gran Guerra a l'antic govern austríac. La guerra es va dirigir centralment des de Viena i els hongaresos no es van fer responsables del seu origen o continuació. Els hongaresos no van cometre cap pecat més que lluitar amb valentia en la guerra que se'ls va obligar. Els representants hongaresos també van reclamar el mèrit d'acabar la guerra, quan van deposar les armes després que Wilson promulgués els seus Catorze Punts, només per ser recompensats amb l'ocupació i el robatori del seu territori per part de l'Entente. La revolució bolxevic a Hongria també va ser culpada de l'Entente. Els representants francesos van contestar que el parlament hongarès estava en una aliança política amb els prussians des de 1867 i va donar suport contínuament a l'imperialisme alemany. A Apponyi li va recordar com ell mateix, notori, va acollir la proclamació de la guerra contra Sèrbia cridant "Hát végre!" ("Per fi!") al Parlament hongarès el 1914, i com va procedir a fer reivindicacions territorials contra Sèrbia. La delegació hongaresa va afirmar que una Hongria disminuïda no seria capaç de tenir una vida econòmica independent i només seria una càrrega per a l'Entente. El que és pitjor, tota la riquesa i l'energia naturals perdudes estarien en mans de "nacions menys cultes", incapaces d'utilitzar-la, tal com va subratllar Apponyi en el seu discurs pronunciat el 16 de gener de 1920, afirmant que els hongaresos "representaven un estat molt desenvolupat, element formador a la conca dels Carpats" . Segons Hronský, la delegació hongaresa va representar el seu concepte de "nació governant" que es va utilitzar a fons a les Memòries , i també es va utilitzar per justificar la magiarització abans d'això.
En nom del gran principi tan feliçment formulat pel president Wilson, és a dir, que cap grup de persones, cap població, pot ser transferit d'un Estat a un altre sense ser consultat prèviament, com si fos un ramat de bestiar sense voluntat. propis –en nom d'aquest gran principi, un axioma del bon sentit i de la moral pública, demanem i exigim un plebiscit a aquelles parts d'Hongria que ara estan a punt de ser separades de nosaltres, declaro que estem disposats doblegar-se a la decisió d'un plebiscit, sigui el que sigui. — Detall del discurs de cloenda del comte Albert Apponyi, cap de la delegació hongaresa el 16 de gener de 1920
Els arguments utilitzats per Hongria es van concentrar a demostrar la unitat històrica, geogràfica, econòmica i espiritual de l'antic Regne d'Hongria. No obstant això, les Memòries els van barrejar tots d'una manera confusa. Hongria també va exigir plebiscits com a mitjà per restaurar l'antic Regne multinacional d'Hongria, i no per crear un estat nació majoritàriament hongarès. El Consell Suprem de la Conferència de Pau, a l'hora de traçar la frontera txecoslovaca-hongaresa, va aplicar el principi de l'equilibri mutu de les minories en els dos estats, ja que, segons afirmaven, era impossible crear una frontera ètnica neta i precisa. El Consell Suprem va rebutjar les màximes demandes del bàndol txecoslovac, ni va aplicar un principi purament geogràfic o ètnic, sinó que les va combinar amb factors econòmics, històrics, de transport, estratègics militars i altres factors geopolítics. El Consell Suprem va acceptar els arguments txecoslovacs que demostraven que l'Hongria de la postguerra era autosuficient en carbó, petroli cru, gra, bestiar i altres àrees de l'agricultura, els ferrocarrils i el transport.
La resposta hongaresa [a la conferència de Trianon] ens va mostrar els nostres veïns sota una veritable llum... l'astúcia i la hipocresia hongareses, la seva s'estupidesa envers els més forts, la seva brutalitat imperiosa cap als febles i un menyspreu inflat cap als que consideren inferiors. La principal font de les seves mancances i errors és l'amor propi cec i acrític. Aquests vicis, en què van destacar durant la guerra, són encara els principis rectors de la seva política i de tota la seva vida , però sobretot per evitar errors similars. —Ing. Štefan Janšák , arqueòleg, historiador i publicista eslovac, parlant després de la conclusió de la conferència de pau de París de 1920 a Trianon 
La delegació hongaresa, encapçalada pel comte Apponyi, va arribar a París el 7 de gener de 1920 i va ser informada que les condicions de pau li serien sotmeses el 15 de gener. El 14 de gener, Apponyi va protestar públicament a la premsa contra les condicions per a la pau, tot i que encara no coneixia el seu text oficial. La seva demanda de parlar directament amb els principals representants de l'Entente abans de rebre oficialment el text va irritar encara més el Consell Suprem i va ser rebutjat. Hauria suposat un tracte preferencial per als hongaresos, ja que cap altra delegació d'un estat derrotat havia tingut el mateix avantatge. El 15 de gener, Apponyi va rebre el text de la proposta de tractat de pau al "Saló Roig", i l'endemà Apponyi va fer el seu discurs preparat davant el Consell Suprem. Va demanar el dret a l'autodeterminació dels hongaresos, va negar que altres nacions estiguessin oprimides a l'antic Regne d'Hongria, va afirmar que Hongria tenia una missió històrica, va posar èmfasi en la unitat geogràfica i econòmica del país, va condemnar que ara viuen molts hongaresos. sota l' "hegemonia de races amb cultures inferiors" i va declarar que el tors de l'històric regne hongarès no podria viure sense les regions perdudes, sense la seva riquesa mineral, energia hídrica i mà d'obra. Hongria mai acceptaria aquestes fronteres i seguiria una política orientada a la seva revisió El llarg procés de negociació va ser gravat diàriament per János Wettstein [ hu ] , primer secretari adjunt de la delegació hongaresa. Segons Hronský, va resultar ser un error per part d'Hongria quan va nomenar Apponyi per dirigir la delegació hongaresa. El comte Apponyi, encara que popular a Hongria, tenia una reputació negativa als països veïns. Els seus actes educatius (1907), la seva política pro-alemanya durant la guerra i les relacions negatives amb les nacionalitats no hongareses d'Hongria el van convertir en un objectiu fàcil per a la premsa internacional. Štefan Osuský, l'ambaixador de Txecoslovac a París, no es va molestar a amagar la seva alegria perquè Hongria escollia Apponyi entre totes les persones. "L'elecció d'Apponyi va ser molt benvinguda per a mi" , va escriure Osuský de tornada a Praga, "A l'antic Regne d'Hongria, va encarnar l'esperit de menyspreu i opressió dels eslovacs, i com a tal li concediria que hauria de ser el de signar la sentència de condemna no només de la seva vida..." La delegació txecoslovaca, romanesa i iugoslava va decidir un enfocament conjunt a l'hora de respondre als memoràndums hongaresos. El 26 de febrer, el diari hongarès Pesti Hírlap va ridiculitzar aquesta cooperació com una mena de "Petita Entente" .
El tractat de pau en la seva forma final va ser presentat als hongaresos el 6 de maig i signat per ells a Grand Trianon el 4 de juny de 1920, i va entrar en vigor el 26 de juliol de 1921. Una extensa carta d'acompanyament, escrita pel president de la Conferència de pau Alexandre Millerand, ha enviat juntament amb el Tractat de pau a Hongria. La carta subratllava que les Grans Potències van estudiar les notes aportades per la delegació hongaresa, però "no podien ignorar la responsabilitat parcial que recau sobre Hongria per l'esclat de la Guerra Mundial i, en general, per la política imperialista duta a terme per la Monarquia Dual" . va esmentar que "les clàusules territorials de les condicions de pau no es canviarien en absolut, perquè qualsevol canvi de fronteres que demanés la delegació hongaresa tindria uns resultats molt lamentables". L'examen de les contrapropostes hongareses només els va confirmar que les fronteres haurien de romandre tal com es van redactar el 1919, perquè "la situació de les nacionalitats a l'Europa central és tal que no és possible assegurar-se que les fronteres polítiques coincideixen plenament amb les fronteres ètniques" i, així, les Grans Potències es van veure obligades a deixar algunes poblacions sota la sobirania d'altres estats. Malgrat això, les Grans Potències van rebutjar l'afirmació hongaresa "que seria millor no canviar les fronteres històriques: la continuació d'una situació, encara que sigui mil·lenària, no està justificada si és contra la justícia". Les ofertes tardanes hongareses per a l'autonomia eslovaca dins d'Hongria van ser rebutjades com un truc diplomàtic, ja que "el fet històric bàsic va ser que durant molts anys tots els esforços de l'elit política hongaresa es van dirigir a silenciar les veus de les minories nacionals". Al final, la carta de Millerand subratllava categòricament que "Les condicions per a la pau, que avui us han presentat, són, però, definitives".
Els Estats Units no van ratificar el Tractat de Trianon. En canvi, va negociar un tractat de pau separat que no contradeia els termes del tractat de Trianon
...Avui es pot dir que l'imperialisme hongarès o magiar serà trencat. Encara que correm el risc d'enfadar els patriotes hongaresos, la propaganda dels quals arriba fins a Suïssa, no dubtem a declarar que aquesta rigorositat ens sembla justificada, ja que les antigues fronteres d'Hongria donaven a la minoria hongaresa o magiar de 9 milions encapçalada per la noblesa la posició... d'explotar 12 milions de persones d'altres nacionalitats. El Govern francès no sempre parlava als hongaresos en la llengua que es mereixien, i l'aristocràcia anglesa va estar d'acord amb l'oligarquia hongaresa fins i tot en el curs de la guerra. Tanmateix, sembla que la noblesa hongaresa va anar massa lluny: evocant el bolxevisme i instal·lant un terror blanc, van destruir la bona voluntat dels seus simpatitzants a Londres i París. Esperem que els hongaresos o els magiars estiguin satisfets amb un estat nacional, no imperial, i que renunciïn a les seves institucions gairebé asiàtiques i acceptin nous principis. -Diari suís Gazette de Lausanne, reaccionant a la signatura del Tractat de Trianon

## Fronteres d'Hongria

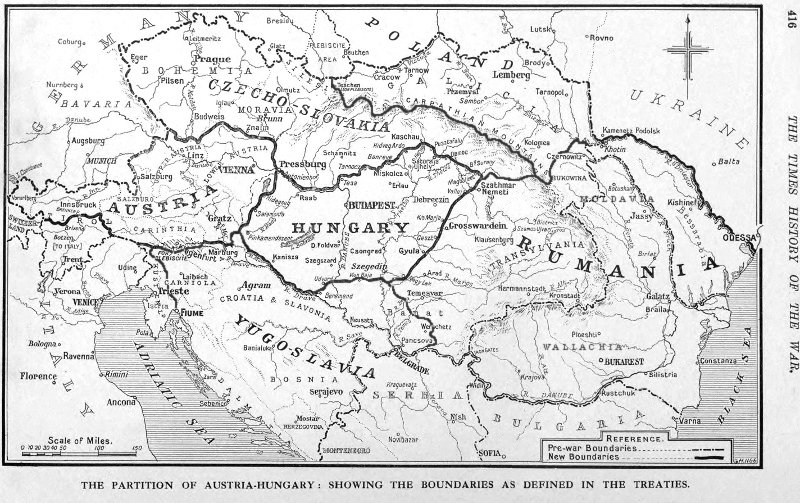
Esbós de les fronteres d'Àustria-Hongria als tractats de Trianon i Saint-Germain

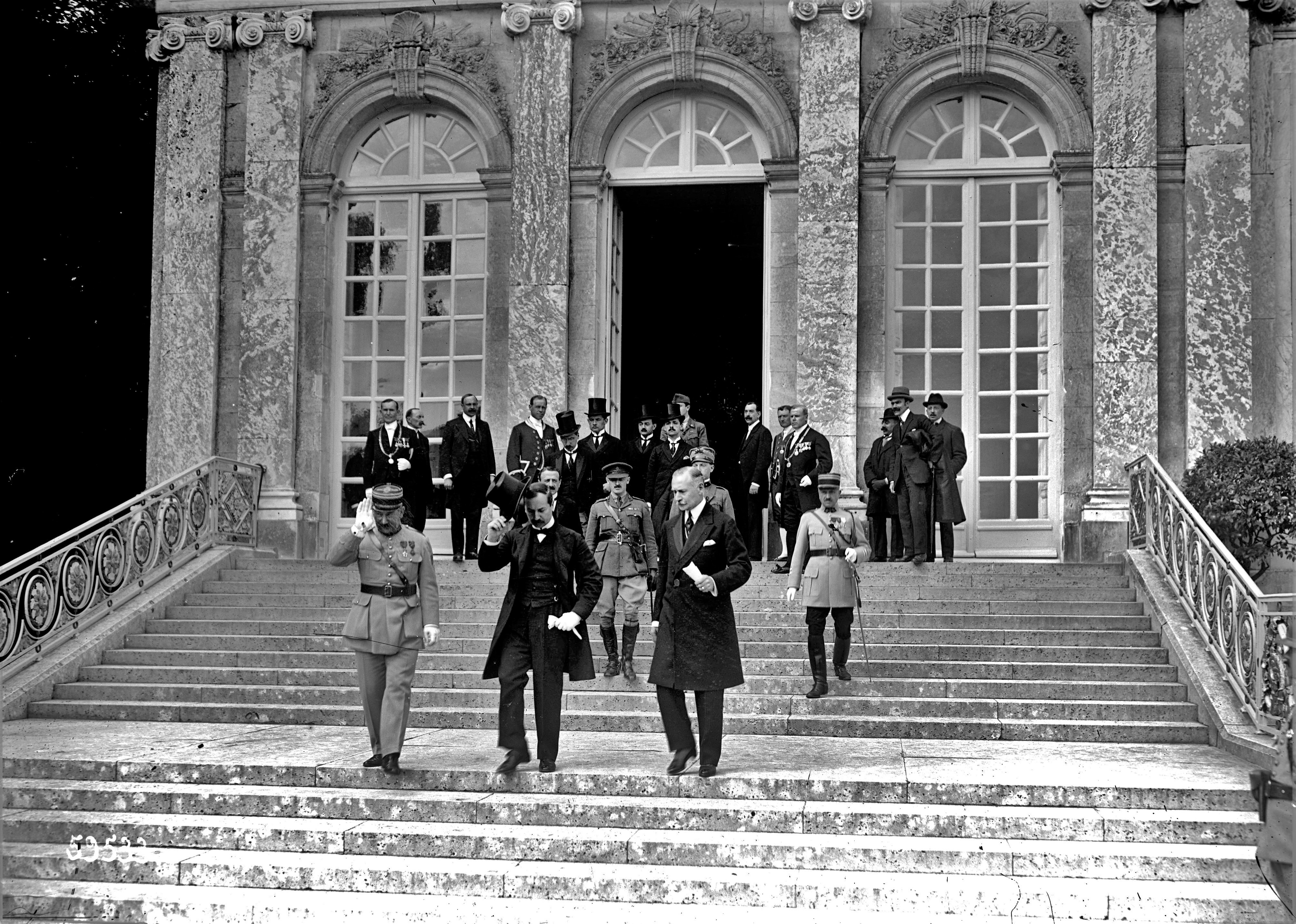
La delegació hongaresa sortint del Palau del Gran Trianon a Versalles, després de la signatura del tractat, 1920.

El govern hongarès va posar fi a la seva unió amb Àustria el 31 d'octubre de 1918, dissolent oficialment la monarquia dual austrohongaresa. Les fronteres temporals de facto de l'Hongria independent van ser definides per les línies d'alto el foc entre novembre i desembre de 1918. En comparació amb el Regne d'Hongria d'abans de la guerra, aquestes fronteres temporals no incloïen:
- Part de Transsilvània al sud del riu Mureș i a l'est del riu Someș, que va passar sota el control de Romania (acord d'alto el foc de Belgrad signat el 13 de novembre de 1918).
- El Consell General dels Saxons a Nagyszeben va decidir en qüestió de Transsilvània escollir una clara neutralitat, sense comprometre's ni amb el bàndol hongarès ni amb el romanès el 25 de novembre de 1918[96]
- L'exèrcit romanès va ocupar  Marosvásárhely, la ciutat més important del País sícul a Transsilvània. El mateix dia, l'Assemblea Nacional dels sículs a Marosvásárhely reafirmà el seu suport a la integritat territorial d'Hongria el 25 de novembre de 1918.
- L'1 de desembre de 1918, la Gran Assemblea Nacional d'Alba Iulia va declarar la unió amb el Regne de Romania.[97]
- En resposta, una Assemblea General hongaresa a Kolozsvár, la ciutat hongaresa més important de Transsilvània, reafirma la lleialtat dels hongaresos de Transsilvània a Hongria el 22 de desembre de 1918.
- Eslovàquia va ser proclamada com a part de Txecoslovàquia (statu quo establert per les  legions txecoslovaques i acceptat per l'Entente l 25 de novembre de 1918). Després, el polític eslovac Milan Hodža va discutir amb el ministre de Defensa hongarès, Albert Bartha , una línia de demarcació temporal que deixava entre 650.000 i 886.000 hongaresos a la recentment formada Txecoslovàquia i entre 142.000 i 399.000 eslovacs en la resta d'hongaresos per la manera diferent de fer el cens a Hongria i Txecoslovàquia). Es va signar el 6 de desembre de 1918.
- Les terres eslaves del sud, que, després de la guerra, es van organitzar en dues formacions polítiques: l'estat dels eslovens, croats i serbis i el Banat, Bačka i Baranja , que tots dos van passar sota el control dels eslaus del sud, d'acord amb l'acord d'alto el foc signat a Belgrad el 13 de novembre de 1918. Prèviament, el 29 d'octubre de 1918, el parlament del Regne de Croàcia-Eslavònia, un regne autònom dins de Transleitània, va acabar[98] la unió[99] amb el Regne d'Hongria i el 30 d'octubre de 1918 la dieta hongaresa va adoptar una moció declarant que les relacions constitucionals entre els dos estats havien acabat.[100] El 29 d'octubre de 1918 Croàcia-Eslavònia es va incloure en un Estat d'Eslovens, Croats i Serbis acabat de formar (que també incloïa alguns altres territoris eslaus del sud, abans administrats per Àustria-Hongria) el 29 d'octubre de 1918. Aquest estat i el Regne de Sèrbia es van formar. el Regne dels serbis, croats i eslovens (Iugoslàvia) l'1 de desembre de 1918.

Els territoris de Banat, Bačka i Baranja (que incloïen la majoria dels comtats hongaresos d'abans de la guerra de Baranya, Bács-Bodrog, Torontál i Temes) van quedar sota control militar del Regne de Sèrbia i control polític dels eslaus del sud locals. La Gran Assemblea Popular de Serbis, Bunjevci i altres eslaus a Banat, Bačka i Baranja va declarar la unió d'aquesta regió amb Sèrbia el 25 de novembre de 1918. La línia d'alto el foc va tenir el caràcter de frontera internacional temporal fins al tractat. Les parts centrals del Banat van ser posteriorment assignades a Romania, respectant els desitjos dels romanesos d'aquesta zona, que, l'1 de desembre de 1918, estaven presents a l'Assemblea Nacional dels Romanesos d'Alba Iulia, que va votar a favor de la unió amb el Regne de Romania.
- La ciutat de Rijeka va ser ocupada pel grup dels nacionalistes italians. La seva afiliació va ser una qüestió de disputa internacional entre el Regne d'Itàlia i Iugoslàvia.
- Els territoris de població croata a l'actual Međimurje van romandre sota control hongarès després de l'armistici de Belgrad del 13 de novembre de 1918. Després que Međimurje fos ocupat per les forces dirigides per Slavko Kvaternik el 24 de desembre de 1918, aquesta regió va declarar la separació d'Hongria i l'entrada a Iugoslàvia a la popular assemblea del 9 de gener de 1919.[101][102]

Després que l'exèrcit romanès va avançar més enllà d'aquesta línia d'alto el foc, les potències de l'Entente van demanar a Hongria (Nota Vix) que reconegués els nous guanys territorials romanesos per una nova línia fixada al llarg del riu Tisza. Incapaços de rebutjar aquests termes i no disposats a acceptar-los, els líders de la República Democràtica Hongaresa van dimitir i els comunistes van prendre el poder. Malgrat que el país estava sota bloqueig aliat, es va formar la República Soviètica Hongaresa i es va crear ràpidament l'Exèrcit Roig Hongarès. Aquest exèrcit va tenir èxit inicialment contra les legions txecoslovaques, a causa del menjar encobert i l'ajuda d'armes d'Itàlia. Això va fer possible que Hongria arribés gairebé a l'antiga frontera gallega (polonesa), separant així les tropes txecoslovaques i romaneses les unes de les altres.
Després d'un alto el foc hongarès-txecoslovac signat l'1 de juliol de 1919, l'Exèrcit Roig hongarès va abandonar parts d'Eslovàquia el 4 de juliol, ja que els poders de l'Entente van prometre convidar una delegació hongaresa a la Conferència de Pau de Versalles. Al final, aquesta invitació en particular no es va emetre. Béla Kun, líder de la República Soviètica Hongaresa, va dirigir llavors l'Exèrcit Roig Hongarès contra l'Exèrcit Romanès i va atacar al riu Tisza el 20 de juliol de 1919. Després de ferotges combats que van durar uns cinc dies, l'Exèrcit Roig Hongarès es va esfondrar. El Reial Exèrcit Romanès va marxar a Budapest el 4 d'agost de 1919.
L'estat hongarès va ser restaurat pels poders de l'Entente, ajudant l'almirall Horthy a prendre el poder el novembre de 1919. L'1 de desembre de 1919, la delegació hongaresa va ser convidada oficialment a la Conferència de Pau de Versalles; tanmateix, les fronteres recentment definides d'Hongria van estar a punt de concloure sense la presència dels hongaresos. Durant les negociacions prèvies, la part hongaresa, juntament amb l'austríaca, van defensar el principi nord-americà d'autodeterminació: que la població dels territoris en disputa havia de decidir mitjançant un plebiscit lliure a quin país volia pertànyer. Aquesta visió no va prevaler durant molt de temps, ja que va ser ignorada pels decisius delegats francesos i britànics. Segons algunes opinions, els aliats van redactar l'esquema de les noves fronteres sense tenir en compte els aspectes històrics, culturals, ètnics, geogràfics, econòmics i estratègics de la regió.Els aliats van assignar territoris que estaven poblats majoritàriament per ètnies no hongareses als estats successors, però també van permetre que aquests estats absorbís territoris considerables que estaven habitats principalment per poblacions de parla hongaresa. Per exemple, Romania va guanyar tota Transsilvània, que era la llar de 2.800.000 romanesos, però també contenia una minoria significativa d'1.600.000 hongaresos i uns 250.000 alemanys. La intenció dels aliats era principalment enfortir aquests estats successors a costa d'Hongria. Tot i que els països que van ser els principals beneficiaris del tractat van notar parcialment els problemes, els delegats hongaresos van intentar cridar l'atenció sobre ells. Les seves opinions van ser ignorades pels representants aliats.
Alguns assentaments predominantment hongaresos, formats per més de dos milions de persones, estaven situats en una franja típicament de 20 a 50 km d'ample al llarg de les noves fronteres en territori estranger. Es van trobar grups més concentrats a Txecoslovàquia (parts del sud d'Eslovàquia), Iugoslàvia (parts del nord de Délvidék) i Romania (parts de Transsilvània).
Les fronteres finals d'Hongria van ser definides pel Tractat de Trianon signat el 4 de juny de 1920. A més de l'exclusió dels territoris esmentats anteriorment, no incloïen:
- la resta de Transsilvània, que juntament amb algunes parts addicionals del Regne d'Hongria d'abans de la guerra van passar a formar part de Romania;
- La Rutènia subcarpàtica, que va passar a formar part de Txecoslovàquia, en virtut del Tractat de Saint-Germain de 1919;[111]
- la major part del Burgenland, que va passar a formar part d'Àustria, també d'acord amb el Tractat de Saint-Germain (el districte de Sopron va optar per romandre dins d'Hongria després d'un plebiscit celebrat el desembre de 1921, l'únic lloc on es va celebrar un plebiscit i es va tenir en compte en la decisió). *Međimurje i els 2/3 de la Marxa eslovena o Vendvidék, que va passar a formar part del Regne dels serbis, croats i eslovens.

Pel Tractat de Trianon, les ciutats de Pécs, Mohács, Baja i Szigetvár, que estaven sota administració serbo-croato-eslovena després del novembre de 1918, van ser assignades a Hongria. Un comitè d'arbitratge el 1920 va assignar a Polònia petites parts del nord dels antics comtats d'Árva i Szepes del Regne d'Hongria amb població majoritària polonesa . Després de 1918, Hongria no tenia accés al mar , que l'Hongria d'abans de la guerra tenia abans directament a través de la costa de Rijeka i indirectament a través de Croàcia-Eslavònia.

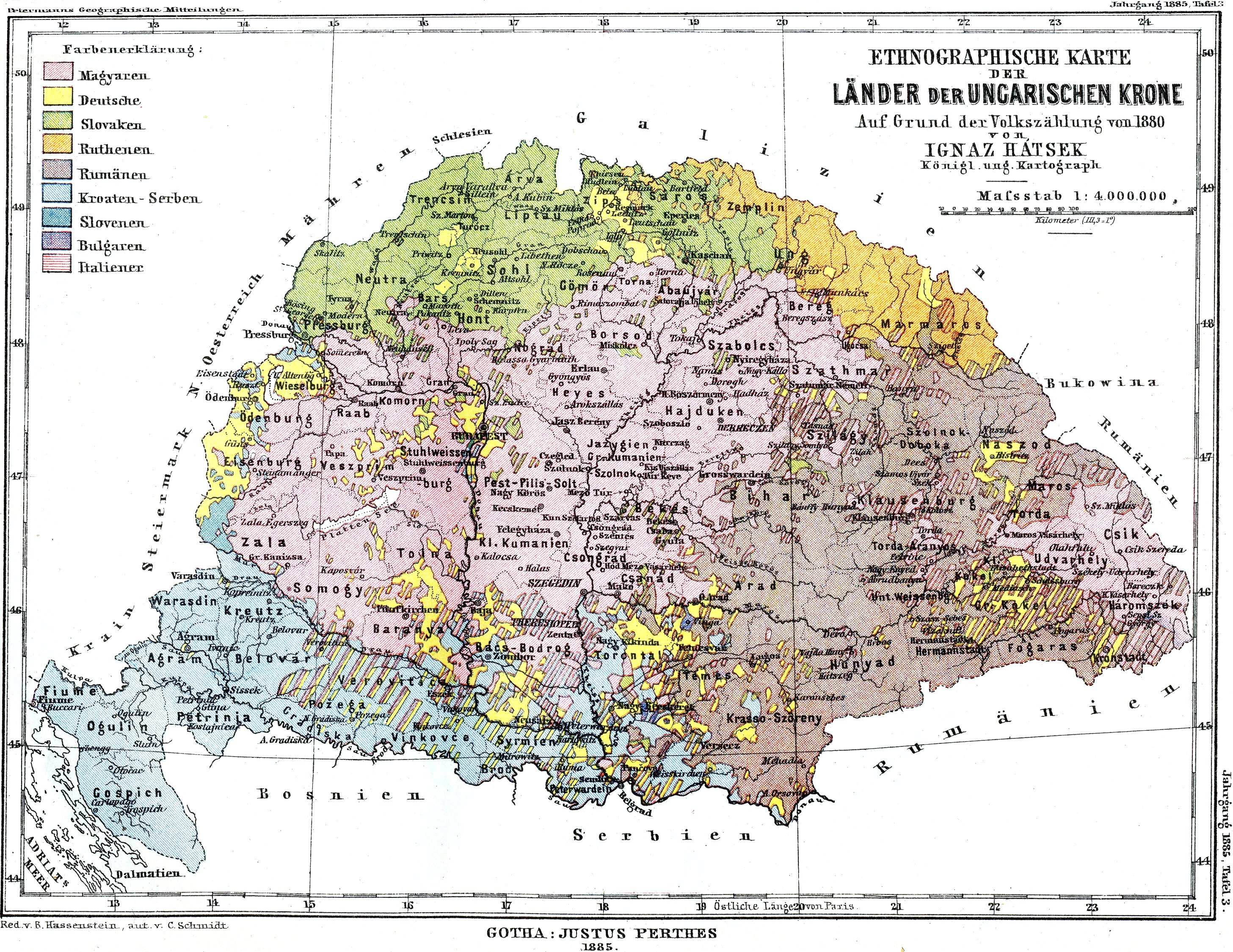
Mapa etnogràfic de 1885 de les Terres de la Corona de Sant Esteve, és a dir, el Regne d'Hongria i Croàcia-Eslavònia segons el cens de 1880

Els representants de petites nacions que vivien a l'antiga Àustria-Hongria i actius al Congrés de les Nacions Oprimides consideraven el tractat de Trianon com un acte de justícia històrica] perquè un futur millor per a les seves nacions havia de ser "fundat" i assegurat de manera duradora sobre la base ferma de la democràcia mundial, el govern real i sobirà del poble i una aliança universal de les nacions investides amb l'autoritat de l'arbitratge" mentre al mateix temps es fa una crida per posar fi a "l'insoportable existent dominació d'una nació sobre l'altra" i fent possible "que les nacions organitzin les seves relacions entre elles sobre la base de la igualtat de drets i de les convencions lliures". A més, creien que el tractat ajudaria cap a una nova era de dependència del dret internacional, la fraternitat de les nacions, la igualtat de drets i la llibertat humana, així com ajudaria la civilització en l'esforç per alliberar la humanitat de la violència internacional.

## Resultats i conseqüències

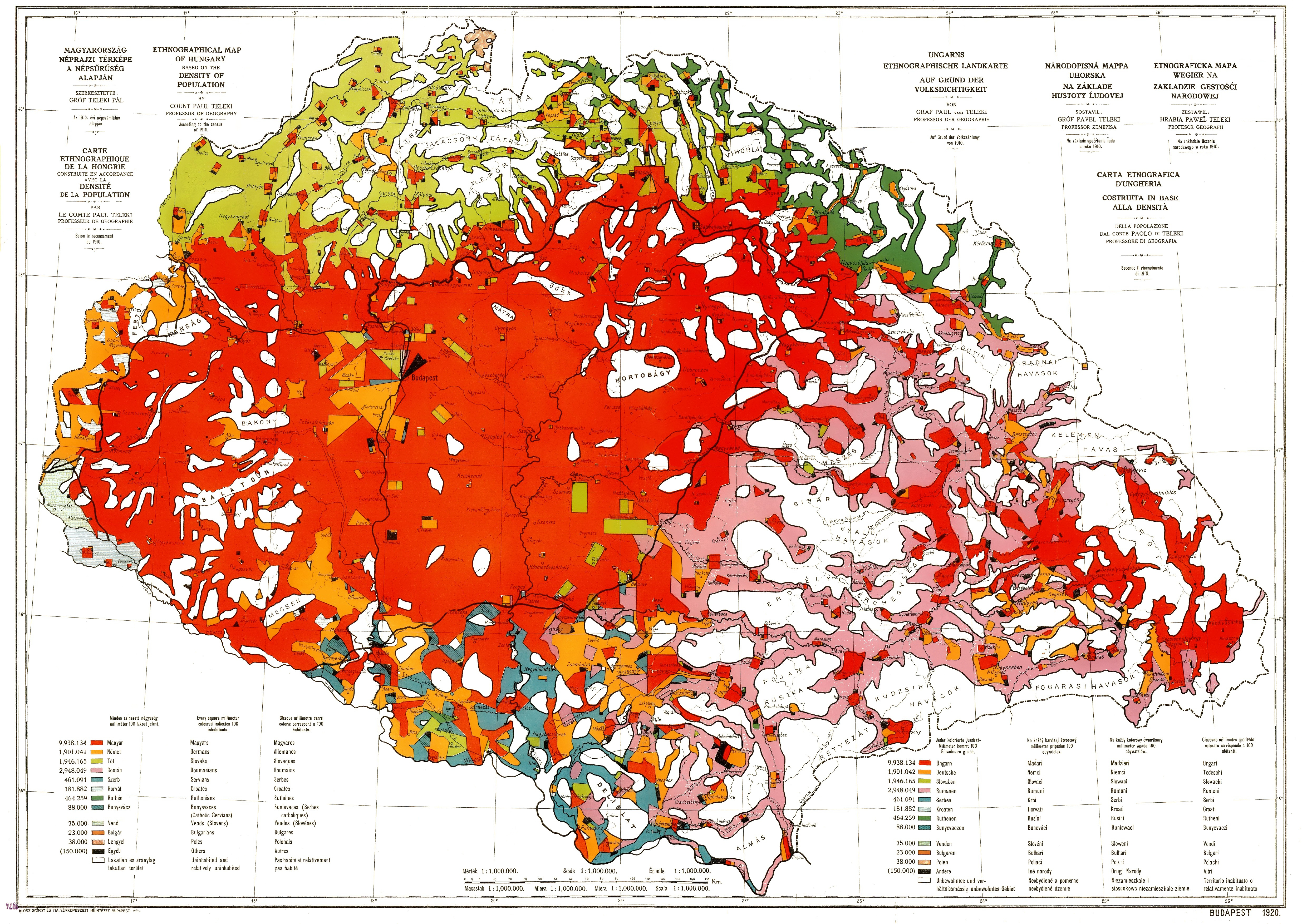
El mapa vermell, un mapa etnogràfic de l'Hongria pròpiament dita publicat per la delegació hongaresa Les regions amb una densitat de població inferior a 20 persones/km^{2} es deixen en blanc i la població corresponent està representada a la regió més propera amb una densitat de població per sobre d'aquest límit.
hongarès
alemany
eslovac
rutens
romanès
serbi
Regions amb menys de 20 habitants/km^{²}

L'irredemptisme —la demanda de reunificació dels pobles hongaresos— es va convertir en un tema central de la política i la diplomàcia hongareses.

### Cens de 1910

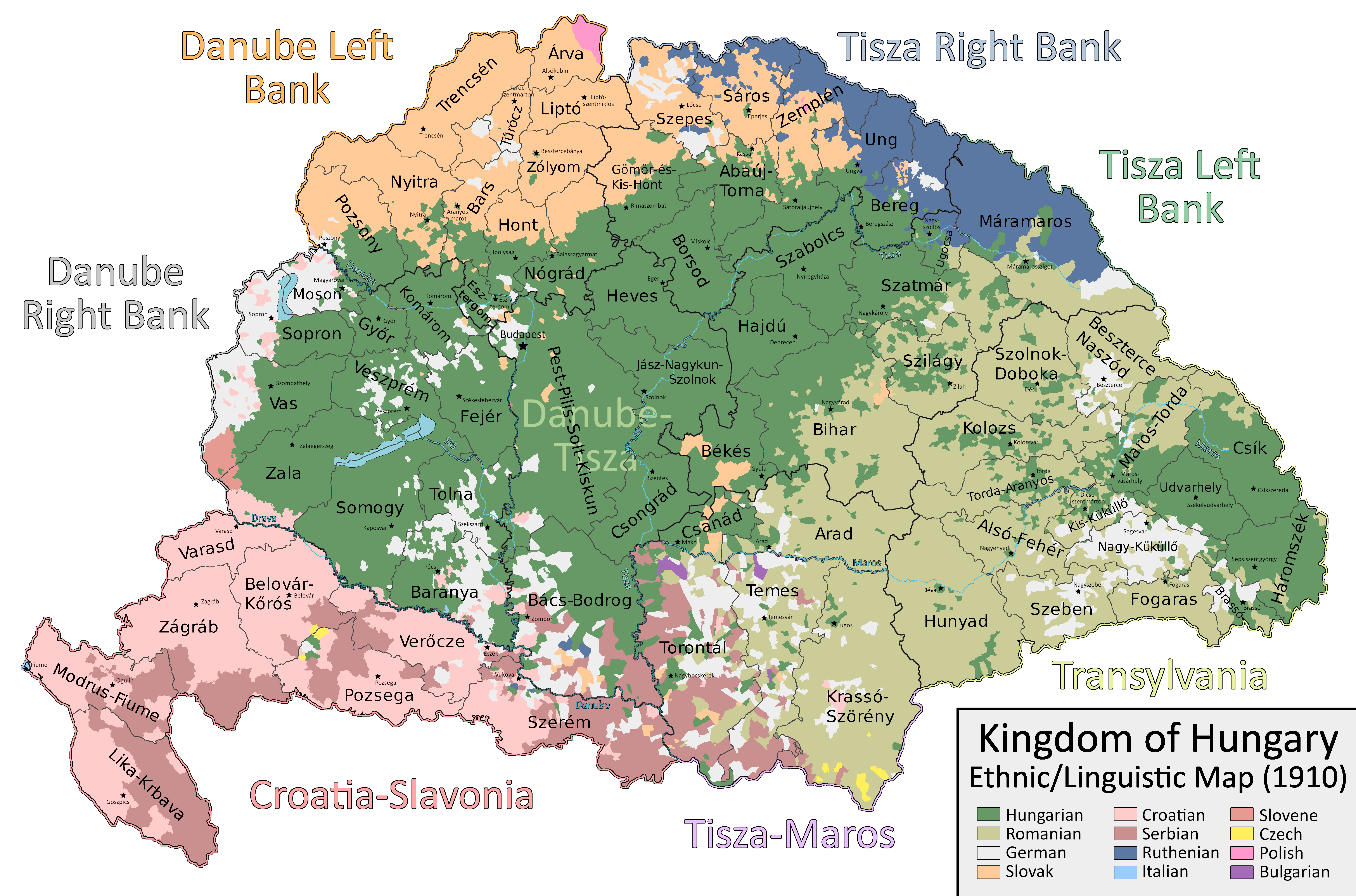
Mapa etnogràfic del Regne d'Hongria segons el cens de 1910

L'últim cens abans del Tractat de Trianon es va fer l'any 1910. Aquest cens registrava la població per llengua i religió però no per ètnia. D'altra banda, a l'Europa anterior a la Primera Guerra Mundial, només hi havia censos lingüístics en alguns països, però els primers censos ètnics no es van implementar a Europa fins al període d'entreguerres.
No obstant això, s'accepta generalment que el grup ètnic més gran del Regne d'Hongria en aquesta època eren els hongaresos. Segons el cens, els parlants de la llengua hongaresa incloïen aproximadament el 48% de la població del regne (incloent-hi l'autònom Croàcia-Eslavònia) i el 54% de la població del territori denominat "Hongria pròpiament dita", és a dir, excloent Croàcia. Dins de les fronteres de la "Hongria pròpiament dita" hi havia nombroses minories ètniques: el 16,1% de romanesos, el 10,5% d'eslovacs, el 10,4% d'alemanys, el 2,5% de rutens, el 2,5% de serbis i el 8% d'altres grups. El 5% de la població de "Hongria pròpiament dita" eren jueus, que estaven inclosos en els parlants de la llengua hongaresa. La població de la Croàcia-Eslavònia autònoma estava composta majoritàriament per croats i serbis (que en conjunt representaven el 87% de la població).

### Crítica al cens de 1910
El cens de 1910 classificava els residents del Regne d'Hongria segons les seves llengües natives{{sfn|Kocsis|Kocsis-Hodosi|1998|p=116 i religions, de manera que presenta la llengua preferida de l'individu, que pot correspondre o no a la identitat ètnica de l'individu. Per complicar encara més la situació, al regne multilingüe hi havia territoris amb poblacions ètnicament mixtes on la gent parlava dues o fins i tot tres llengües de manera nativa. Per exemple, al territori que avui és Eslovàquia (aleshores part de l'Alta Hongria) el 18% dels eslovacs, el 33% dels hongaresos i el 65% dels alemanys eren bilingües. A més, el 21% dels alemanys parlaven tant l'eslovac com l'hongarès a més de l'alemany. Aquestes raons són motiu de debat sobre l'exactitud del cens.
Mentre que diversos demògrafs (David W. Paul, Peter Hanak, László Katus) afirmen que el resultat del cens és raonablement precís (suposant que també s'interpreta correctament), altres creuen que el cens de 1910 va ser manipulat en exagerar el percentatge de parlants d'hongarès, assenyalant la discrepància entre un creixement improbablement elevat de la població de parla hongaresa i la disminució de la participació percentual de parlants d'altres llengües a través de la magiarització a finals del segle xix. Per exemple, el cens de 1921 a Txecoslovàquia (només un any després del Tractat de Trianon) mostra un 21% d'hongaresos a Eslovàquia, en comparació amb el 30% basat en el cens de 1910.
Alguns demògrafs eslovacs (com Ján Svetoň ski Julius Mesaros) disputen el resultat de cada cens d'abans de la guerra. Owen Johnson, un historiador nord-americà, accepta els números dels censos anteriors fins al de 1900, segons el qual la proporció d'hongaresos era del 51,4%, però descuida el cens de 1910 ja que pensa que els canvis des de l'últim cens són massa grans. També s'argumenta que hi va haver resultats diferents en censos anteriors al Regne d'Hongria i censos posteriors als nous estats. Tenint en compte la magnitud de les discrepàncies, alguns demògrafs opinen que aquests censos estaven una mica esbiaixats a favor de la nació governant respectiva.

#### Distribució de les poblacions no hongareses i hongareses
El nombre de comunitats no hongareses i hongareses a les diferents zones a partir de les dades del cens de 1910 (en aquest cas, no es preguntava directament a la gent sobre la seva ètnia, sinó sobre la seva llengua materna). La ubicació actual de cada àrea s'indica entre parèntesis.
| Regió                                                            | Llengua parlada principal                                                                        | llengua hongaresa        | Altres llengües                                                              |
| ---------------------------------------------------------------- | ------------------------------------------------------------------------------------------------ | ------------------------ | ---------------------------------------------------------------------------- |
| Transsilvània i parts de Partium, Banat (Romania)                | Romanès – 2,819,467 (54%)                                                                        | 1,658,045 (31.7%)        | Alemany – 550,964 (10.5%)                                                    |
| Alta Hongria (restringida al territori de l'actual Eslovàquia)   | Eslovac – 1,688,413 (57.9%)                                                                      | 881,320 (30.2%)          | Alemany – 198,405 (6.8%)                                                     |
| Délvidék (Vojvodina, Sèrbia)                                     | Serbocroata – 601,770 (39.8%) * Serbi – 510,754 (33.8%) * Croata, Bunjevac i Šokac – 91,016 (6%) | 425,672 (28.1%)          | Alemany – 324,017 (21.4%)                                                    |
| Kárpátalja (Ucraïna)                                             | Ruteni – 330,010 (54.5%)                                                                         | 185,433 (30.6%)          | Alemany – 64,257 (10.6%)                                                     |
| Regne de Croàcia-Eslavònia i Muraköz i part de Baranya (Croàcia) | Croata – 1,638,350 (62.3%)                                                                       | 121,000 (3.5%)           | Serbi – 644,955 (24.6%) Alemany – 134,078 (5.1%)                             |
| Fiume (Croàcia)                                                  | Italià – 24,212 (48.6%)                                                                          | 6,493 (13%)              | Croata i Serbi – 13,351 (26.8%) Eslovè – 2,336 (4.7%) Alemany – 2,315 (4.6%) |
| Őrvidék (Burgenland, Àustria)                                    | Alemany – 217,072 (74.4%)                                                                        | 26,225 (9%)              | Croata – 43,633 (15%)                                                        |
| Muravidék (Prekmurje, Eslovènia)                                 | Eslovè – 74,199 (80.4%) – in 1921                                                                | 14,065 (15.2%) – el 1921 | Alemany – 2,540 (2.8%) – in 1921                                             |

#### Hongaresos fora de les fronteres recentment definides
Els territoris de l'antic Regne hongarès que van ser cedits pel tractat als països veïns en total (i cadascun d'ells per separat) tenien una majoria de nacionals no hongaresos; tanmateix, l'àrea ètnica hongaresa era molt més gran que el territori recentment establert d'Hongria, per tant el 30% dels hongaresos estaven sota autoritat estrangera.
Després del tractat, el percentatge i el nombre absolut de totes les poblacions hongareses fora d'Hongria van disminuir en les dècades següents (tot i que algunes d'aquestes poblacions també van registrar un augment temporal del nombre absolut de població). Hi ha diverses raons per a aquesta disminució demogràfica, algunes de les quals van ser l'assimilació espontània i determinades polítiques estatals, com l'eslovacització, la romanització o la serbició. Altres factors importants van ser la migració hongaresa dels estats veïns cap a Hongria o cap a alguns països occidentals, així com la disminució de la natalitat de les poblacions hongareses. Segons l'Oficina Nacional per als Refugiats, el nombre d'hongaresos que van emigrar a Hongria des dels països veïns va ser d'uns 350.000 entre 1918 i 1924.

#### Minories a l'Hongria post-Trianon
D'altra banda, un nombre considerable d'altres nacionalitats es van mantenir dins de les fronteres de l'Hongria independent:
Segons el cens de 1920, el 10,4% de la població parlava una de les llengües minoritàries com a llengua materna:
- 551.212 alemanys (6,9%)
- 141.882 eslovacs (1,8%)
- 36.858 croats (0,5%)
- 23.760 romanesos (0,3%)
- 23.228 Bunjevac i Šokac (0,3%)
- 17.131 serbis (0,2%)
- 7.000 eslovens (0,08%)

El percentatge i el nombre absolut de totes les nacionalitats no hongareses van disminuir en les dècades següents, tot i que la població total del país va augmentar. El bilingüisme també anava desapareixent. Les principals raons d'aquest procés van ser tant l'assimilació espontània com la política deliberada de magiarització de l'estat. Les minories constituïen el 8% de la població total el 1930 i el 7% el 1941 (al territori post-Trianon).
Després de la Segona Guerra Mundial, aproximadament 200.000 alemanys van ser deportats a Alemanya, segons el decret de la Conferència de Potsdam. Sota l'intercanvi forçat de població entre Txecoslovàquia i Hongria, aproximadament 73.000 eslovacs van abandonar Hongria i, segons diferents estimacions, 120.500 o 45.000 hongaresos es van traslladar al territori hongarès actual des de Txecoslovàquia. Després d'aquests moviments de població, Hongria es va convertir en un país gairebé ètnicament homogeni.

### Conseqüències polítiques
Oficialment, el tractat pretenia ser una confirmació del dret d'autodeterminació de les nacions i del concepte d'estats-nació substituint l'antic imperi multinacional austrohongarès. Tot i que el tractat abordava algunes qüestions de nacionalitat, també en va provocar de noves.
Els grups ètnics minoritaris del regne d'abans de la guerra van ser els principals beneficiats. Els aliats s'havien compromès explícitament amb les causes dels pobles minoritaris d'Àustria-Hongria a finals de la Primera Guerra Mundial. A tots els efectes, el toc de mort de l'imperi austrohongarès va sonar el 14 d'octubre de 1918, quan el secretari d'Estat dels Estats Units Robert Lansing va informar al ministre d'Afers Exteriors austrohongarès, István Burián, que l'autonomia de les nacionalitats ja no era suficient. En conseqüència, els aliats van assumir sense cap dubte que els grups ètnics minoritaris del regne d'abans de la guerra volien abandonar Hongria. Els romanesos es van unir als seus germans ètnics a Romania, mentre que els eslovacs, serbis i croats van ajudar a establir estats propis (Txecoslovàquia i Iugoslàvia). Tanmateix, aquests països nous o ampliats també van absorbir grans porcions de territori amb una majoria d'ètnia hongaresa o població de parla hongaresa. Com a resultat, fins a un terç dels parlants de llengua hongaresa es van trobar fora de les fronteres de l'Hongria post-Trianon.
Si bé els territoris que ara es trobaven fora de les fronteres d'Hongria tenien majoria no hongaresa en general, també existien algunes àrees importants amb una majoria d'hongaresos, en gran part prop de les fronteres recentment definides. Durant l'últim segle, s'han plantejat freqüentment preocupacions sobre el tractament d'aquestes comunitats ètniques hongareses als estats veïns. Les zones amb poblacions hongareses importants incloïen el País Székely a l'est de Transsilvània, l'àrea al llarg de la frontera romanesa-hongaresa recentment definida (ciutats d'Arad, Oradea), l'àrea al nord de la nova definició de la frontera entre Txecoslovàquia i Hongria (Komárno, Csallóköz), parts del sud de Subcarpàtia i parts del nord de Vojvodina
Els aliats van rebutjar la idea de plebiscits en les zones en disputa amb l'excepció de la ciutat de Sopron, que va votar a favor d'Hongria. Els aliats eren indiferents quant a la línia exacta de la frontera acabada de definir entre Àustria i Hongria. A més, Transsilvània ètnicament diversa, amb una majoria romanesa global (53,8% - dades del cens de 1910 o 57,1% - dades del cens de 1919 o 57,3% - dades del cens de 1920), va ser tractada com una entitat única en les negociacions de pau i va ser assignada en la seva totalitat. a Romania. Es va rebutjar l'opció de la partició segons línies ètniques com a alternativa.
Un altre motiu pel qual els victoriosos aliats van decidir dissoldre l'Àustria-Hongria va ser per evitar que Alemanya adquirís una influència substancial en el futur, ja que Àustria-Hongria era un fort partidari alemany i una regió de ràpid desenvolupament. La principal prioritat de les potències occidentals era evitar un ressorgiment del Reich alemany i, per tant, van decidir que els seus aliats a la regió havien de ser "continguts" per un anell d'estats amics dels aliats, cadascun dels que seria més gran que Àustria o Hongria. En comparació amb el Regne dels Habsburg d'Hongria, l'Hongria post-Trianon tenia un 60% menys de població, i la seva empremta política i econòmica a la regió es va reduir significativament. Hongria va perdre la connexió amb la infraestructura militar i econòmica estratègica a causa del traçat concèntric de la xarxa de ferrocarrils i carreteres, que les fronteres es divideixen en dos. A més, l'estructura de la seva economia es va ensorrar perquè s'havia recolzat en altres parts del regne d'abans de la guerra. El país va perdre l'accés a la Mediterrània i a l'important port marítim de Rijeka (Fiume) i es va quedar sense litoral, la qual cosa va tenir un efecte negatiu en el comerç marítim i les operacions navals estratègiques. Moltes rutes comercials que passaven per les fronteres recentment definides de diverses parts del regne d'abans de la guerra van ser abandonades.
Pel que fa a les qüestions ètniques, les potències occidentals eren conscients del problema que plantejava la presència de tants hongaresos (i alemanys) que vivien fora dels nous estats d'Hongria i Àustria. La delegació romanesa a Versalles temia l'any 1919 que els aliats comencessin a afavorir la partició de Transsilvània seguint línies ètniques per reduir l'èxode potencial, i el primer ministre Ion Brătianu fins i tot va convocar la reina Maria d'origen britànic a França per reforçar el seu cas. Els romanesos havien patit una taxa relativa de baixes més alta a la guerra que la Gran Bretanya o França per la qual cosa es considerava que les potències occidentals tenien un deute moral a pagar. Tanmateix, en termes absoluts , les tropes romaneses van tenir considerablement menys baixes que la Gran Bretanya o França. La raó subjacent de la decisió va ser un pacte secret entre l'Entente i Romania. En el Tractat de Bucarest de 1916 se li va prometre a Romania Transsilvània i alguns altres territoris a l'est del riu Tisza, sempre que ataqués Àustria-Hongria des del sud-est, on les defenses eren febles. Tanmateix, després que les Potències centrals s'haguessin adonat de la maniobra militar, l'intent va ser ràpidament sufocat i Bucarest va caure el mateix any.
Quan els victoriosos aliats van arribar a França, el tractat ja estava resolt, cosa que va fer que el resultat fos inevitable. Al cor de la disputa hi havia opinions fonamentalment diferents sobre la naturalesa de la presència hongaresa als territoris en disputa. Per als hongaresos, els territoris exteriors no eren vists com a territoris colonials sinó com a part del nucli del territori nacional. Els no hongaresos que vivien a la conca Pannònica veien els hongaresos com a governants d'estil colonial que havien oprimit els eslaus i romanesos des de 1848, quan van introduir lleis que la llengua utilitzada a l'educació i a les oficines locals havia de ser l'hongarès. Per als no hongaresos de la Conca Panònica va ser un procés de descolonització en lloc d'un desmembrament punitiu (com van veure els hongaresos). Els hongaresos no ho veien així perquè les fronteres recentment definides no respectaven totalment la distribució territorial dels grups ètnics, amb zones on hi havia majories hongareses fora de les noves fronteres. Els francesos van fer costat als seus aliats els romanesos que tenien una llarga política de vincles culturals amb França des que el país va trencar amb l'Imperi Otomà (en part a causa de la relativa facilitat amb què els romanesos podien aprendre francès) ) encara que Clemenceau detestava personalment Brătianu. El president Wilson inicialment va donar suport a l'esquema d'una frontera que tingués més respecte a la distribució ètnica de la població basat en l' Informe Coolidge, dirigit per Archibald Cary Coolidge, professor de Harvard, però més tard va cedir a causa dels canvis en la política internacional i com a cortesia amb altres aliats.
Per a l'opinió pública hongaresa, el fet que gairebé tres quartes parts del territori del regne d'abans de la guerra i un nombre significatiu d'hongaresos fossin assignats als països veïns va provocar una amargura considerable. La majoria dels hongaresos preferia mantenir la integritat territorial del regne d'abans de la guerra. Els polítics hongaresos van afirmar que estaven disposats a donar a les ètnies no hongareses una gran autonomia. La majoria dels hongaresos van considerar el tractat com un insult a l'honor de la nació. L'actitud política hongaresa envers Trianon es resumia en les frases Nem, nem, soha! ("No, no, mai!") i Mindent vissza! ("Torna-ho tot!" o "Tot enrere!"). La humiliació percebuda del tractat es va convertir en un tema dominant en la política hongaresa d'entreguerres, anàloga a la reacció alemanya al Tractat de Versalles.
Mitjançant els arbitratges d'Alemanya i Itàlia, Hongria va ampliar les seves fronteres cap als països veïns abans i durant la Segona Guerra Mundial. Això va començar amb el primer arbitratge de Viena, després va continuar amb la dissolució de Txecoslovàquia el 1939 (annexió de la resta de la Rutènia subcarpàtica i una petita franja de l'est d'Eslovàquia), després pel segon arbitratge de Viena el 1940, i finalment amb les annexions de territoris després de la ruptura de Iugoslàvia. Aquesta expansió territorial va ser de curta durada, ja que els límits hongaresos de la postguerra als Tractats de Pau de París de 1947 eren gairebé idèntics als de 1920 (amb tres pobles - Horvátjárfalu, Oroszvár i Dunacsún - transferits a Txecoslovàquia).

#### Llegat
Francesco Saverio Nitti va exercir com a primer ministre d'Itàlia entre 1919 i 1920. Itàlia va ser membre de l'Entente i va participar en el tractat, va escriure a Peaceless Europe (1922):
| « | Hongria ha sofert la major ocupació dels seus territoris i de la seva riquesa. Aquest pobre gran país, que va salvar tant la civilització com el cristianisme, ha estat tractat amb una amargor que res pot explicar, excepte el desig de cobdícia dels que l'envolten, i el fet que els més febles, veient vençuts els més forts, desitgen i insisteixen que ha de quedar reduït a la impotència. Res, de fet, pot justificar les mesures de violència i les depredacions comeses al territori magiar. Quina va ser l'ocupació romanesa d'Hongria: un rapiny sistemàtic i la destrucció sistemàtica durant molt de temps amagats, i el sever retret que Lloyd George va dirigir a Londres al primer ministre de Romania estava perfectament justificat. Després de la guerra, tothom volia algun sacrifici d'Hongria, i ningú no es va atrevir a dir una paraula de pau o de bona voluntat per ella. Quan ho vaig provar era massa tard. Els vencedors odiaven Hongria per la seva orgullosa defensa. Els partidaris del socialisme no l'estimen perquè va haver de resistir, en condicions més que difícils, el bolxevisme intern i extern. Els financers internacionals l'odien a causa de les violències comeses contra els jueus. Així Hongria pateix totes les injustícies sense defensa, totes les misèries sense ajuda i totes les intrigues sense resistència. Abans de la guerra Hongria tenia una superfície gairebé igual a la d'Itàlia, 282.870 quilòmetres quadrats, amb una població de 18.264.533 habitants. El Tractat de Trianon va reduir el seu territori a 91.114 quilòmetres, és a dir, un 32,3%. -- i la població a 7.481.954, o el 41%. No n'hi havia prou amb tallar d'Hongria les poblacions que no eren ètnicament magiars. Sense cap motiu s'han lliurat 1.084.447 magiars a Txeco-Eslovàquia, 457.597 a Jugo-Slavia, 1.704.851 a Romania. També s'han deslligat sense motiu altres nuclis de població. | » |

#### En la historiografia moderna
La desproporció percebuda del tractat ha tingut un impacte durador en la política i la cultura hongareses, i alguns comentaristes fins i tot l'han comparat amb una "patologia col·lectiva" que situa Trianon en una narrativa molt més àmplia de la victimització hongaresa a mans de potències estrangeres. Dins d'Hongria, Trianon es coneix sovint com un "diktat", "tragèdia," i "trauma." According Segons un estudi, dos terços dels hongaresos van acordar l'any 2020 que parts dels països veïns els havien de pertànyer, el percentatge més alt de qualsevol país de l'OTAN. Aquest irredentisme va ser un dels principals factors que van contribuir a la decisió d'Hongria d'entrar a la Segona Guerra Mundial com a potència de l'Eix; Adolf Hitler havia promès intervenir en nom d'Hongria per restaurar les terres hongareses d'ètnia majoritària perdudes després de Trianon.
L'amargor hongaresa a Trianon també va ser una font de tensió regional després que la Guerra Freda acabés el 1989. Per exemple, Hongria va atreure l'atenció dels mitjans internacionals el 1999 per aprovar la "llei d'estatus" sobre aproximadament tres milions de minories ètniques hongareses a les veïnes Romania, Eslovàquia, Sèrbia i Montenegro, Croàcia, Eslovènia i Ucraïna. La llei pretenia oferir educació, prestacions sanitàries i drets laborals a aquestes minories com a mitjà per reparar les conseqüències negatives de Trianon.
El llegat de Trianon està implicat de manera similar en la qüestió de si concedir la ciutadania extraterritorial d'ètnia hongaresa, un tema important en la política hongaresa contemporània. L'any 2004, la majoria dels votants van aprovar estendre la ciutadania als hongaresos en un referèndum, que no obstant això va fracassar a causa de la baixa participació. El 2011, el govern recentment format de Viktor Orbán va liberalitzar per llei la llei de nacionalitat. Encara que Orbán va descriure la nova llei com a reparació de Trianon, molts comentaristes van especular sobre una motivació política addicional; la llei atorgava el dret de vot als hongaresos extraterritorials, que eren vists com una base fiable de suport al partit nacional-conservador Fidesz d'Orbán.

### Conseqüències econòmiques
L'Imperi Austrohongarès va ser una unitat econòmica amb característiques autàrquiques durant la seva època daurada i, per tant, va aconseguir un ràpid creixement, especialment a principis del segle xx, quan el PNB va créixer un 1,46%. Aquest nivell de creixement es compara molt favorablement amb el d'altres estats europeus com Gran Bretanya (1,00%), França (1,06%) i Alemanya (1,51%). També hi havia una divisió del treball present a tot l'imperi: és a dir, a la part austríaca de la monarquia les indústries manufactureres estaven molt avançades, mentre que al Regne d'Hongria havia sorgit una economia agroindustrial. A finals del segle xix, el creixement econòmic de les regions orientals va superar constantment el de l'oest, de manera que les discrepàncies van començar a disminuir. L'èxit clau del desenvolupament ràpid va ser l'especialització de cada regió en els camps que eren millors.
El Regne d'Hongria era el principal proveïdor de blat, sègol, ordi i altres béns diversos de l'imperi, i aquests eren una gran part de les exportacions de l'imperi. Mentrestant, el territori de l'actual República Txeca (Regne de Bohèmia) posseïa el 75% de tota la capacitat industrial de l'antiga Àustria-Hongria. Això demostra que les diferents parts de l'antiga monarquia eren econòmicament interdependents. Com a il·lustració més d'aquest problema, l'Hongria post-Trianon va produir 5 vegades més béns agrícoles del que necessitava per a ella mateixa, i els molins al voltant de Budapest (alguns dels més grans d'Europa en aquell moment) funcionaven al 20% de la seva capacitat. Com a conseqüència del tractat, totes les indústries competitives de l'antic imperi es van veure obligades a tancar portes, ja que una gran capacitat es va cobrir amb una demanda insignificant a causa de les barreres econòmiques presentades en forma de fronteres recentment definides.
L'Hongria post-Trianon posseïa el 90% de la indústria d'enginyeria i impremta del regne d'abans de la guerra, mentre que només es conservava l'11% de la fusta i el 16% del ferro. A més, el 61% de les terres cultivables, el 74% de les vies públiques, el 65% dels canals, el 62% dels ferrocarrils, el 64% de les carreteres de superfície dura, el 83% de la producció de ferro brut, el 55% de les plantes industrials i el 67% del crèdit. i les entitats bancàries de l'antic Regne d'Hongria es trobaven dins del territori dels veïns d'Hongria. Aquestes estadístiques corresponen a l'Hongria post-Trianon que només conservava al voltant d'un terç del territori del regne abans de la guerra i al voltant del 60% de la seva població. Les noves fronteres també van dividir en dos els enllaços de transport: al Regne d'Hongria la xarxa de carreteres i ferrocarrils tenia una estructura radial, amb Budapest al centre. Moltes carreteres i ferrocarrils, que corren al llarg de les fronteres recentment definides i que s'enllacen línies de transport radials, van acabar en països diferents i molt introvertits. Per tant, gran part del trànsit de mercaderies per ferrocarril dels estats emergents estava pràcticament paralitzat. Tots aquests factors combinats van crear alguns desequilibris a les regions econòmiques ara separades de l'antiga monarquia.
Els problemes econòmics de difusió també s'havien assenyalat a l'Informe Coolidge com una conseqüència potencial greu del tractat. Aquesta opinió no es va tenir en compte durant les negociacions. Així, el malestar i el desànim resultants d'una part de la població afectada va ser més tard un dels principals antecedents de la Segona Guerra Mundial. Els nivells d'atur a Àustria, així com a Hongria, eren perillosament alts, i la producció industrial va caure un 65%. El que li va passar a Àustria a la indústria va passar a Hongria en l'agricultura on la producció de gra es va reduir en més d'un 70%%. Àustria, especialment la capital imperial Viena, va ser un dels principals inversors de projectes de desenvolupament a tot l'imperi amb més de 2.200 milions de corones de capital. Aquesta suma es va enfonsar en només 8,6 milions de corones després que el tractat entrés en vigor i va provocar la fam de capital a altres regions de l'antic imperi.
La desintegració de l'estat multinacional també va afectar els països veïns: a Polònia, Romania, Iugoslàvia i Bulgària, entre una cinquena part i un terç de la població rural no trobava feina i la indústria no estava en condicions d'absorbir-los. En comparació, el 1921 el nou estat txecoslovac va assolir el 75% de la seva producció d'abans de la guerra a causa de la seva posició favorable entre els vencedors i un major accés associat als recursos internacionals de rehabilitació.
Amb la creació de barreres duaneres i economies protectores fragmentades, el creixement econòmic i les perspectives de la regió van disminuir bruscament, que finalment van culminar amb una profunda recessió. Va resultar ser un repte immens per als estats successors transformar amb èxit les seves economies per adaptar-se a les noves circumstàncies. Tots els districtes formals d'Àustria-Hongria solien dependre de les exportacions dels altres per al creixement i el benestar; en canvi, 5 anys després del tractat, el tràfic de mercaderies entre els països es va reduir a menys del 5% del seu valor anterior. Això es podria atribuir a la introducció de polítiques nacionalistes agressives per part dels líders polítics locals.
El canvi dràstic del clima econòmic va obligar els països a revalorar la seva situació i a promoure indústries on s'havien quedat curts. Àustria i Txecoslovàquia van subvencionar les indústries del molí, del sucre i de la cervesa, mentre que Hongria va intentar augmentar l'eficiència de les indústries del ferro, l'acer, el vidre i la química. L'objectiu declarat era que tots els països esdevinguessin autosuficients. Aquesta tendència, però, va provocar que les economies uniformes i l'avantatge econòmic competitiu de les indústries ben establertes i els camps de recerca s'evaporessin. La manca d'especialització va afectar negativament a tota la regió del Danubi-Carpats i va provocar un revés clar del creixement i el desenvolupament en comparació amb les regions de l'oest i el nord d'Europa, així com una gran vulnerabilitat i inestabilitat financera.

### Altres conseqüències
Romania, Iugoslàvia i Txecoslovàquia havien d'assumir part de les obligacions financeres de l'antic Regne d'Hongria a causa de les parts del seu antic territori que estaven assignades sota la seva sobirania. Algunes condicions del tractat eren similars a les imposades a Alemanya pel Tractat de Versalles. Després de la guerra, la marina, la força aèria i l'exèrcit austrohongaresos es van dissoldre. L'exèrcit de l'Hongria post-Trianon s'havia de restringir a 35.000 homes, i no hi havia cap conscripció. Es va prohibir l'artilleria pesant, els tancs i la força aèria. No s'havia de construir cap ferrocarril amb més d'una via, perquè en aquella època els ferrocarrils tenien una importància estratègica substancial econòmicament i militarment.
Els articles 54-60 del tractat exigien que Hongria reconegués diversos drets de les minories nacionals dins de les seves fronteres. Els articles 61–66 estableixen que tots els antics ciutadans del Regne d'Hongria que viuen fora de les fronteres recentment definides d'Hongria havien de perdre ipso facto la seva ciutadania hongaresa en un any. Segons els articles 79 a 101, Hongria va renunciar a tots els privilegis de l'antiga monarquia austrohongaresa en territoris fora d'Europa, inclosos el Marroc, Egipte, Siam i la Xina.